# Emu (gatunek)
Emu, emu zwyczajne (Dromaius novaehollandiae) – gatunek nielotnego ptaka z podrodziny emu (Dromaiinae) w rodzinie kazuarowatych (Casuariidae), będący jedynym żyjącym gatunkiem w obrębie rodzaju Dromaius. Jest największym ptakiem tubylczym w Australii i drugim pod tym względem na świecie. Większy jest jedynie inny bezgrzebieniowiec – struś.
Podgatunki emu, które wcześniej zamieszkiwały Tasmanię, Wyspę Kangura i wyspę King, wyginęły po kolonizacji Australii przez Europejczyków w 1788. Ich działania wpłynęły także na rozmieszczenie podgatunku kontynentalnego. Dawniej emu były pospolite na wybrzeżu wschodnim, dziś występują tam rzadko. Jednak rozwój rolnictwa i dostarczanie wody do centralnej części kontynentu pozwoliły ptakom na egzystencję na wysuszonych regionach. Emu są hodowane dla mięsa, oleju i skór.

## Morfologia
Ma masywne ciało i długie nogi po trzy palce na każdej. Upierzenie tułowia u obu płci jest koloru brązowego. Głowa o czarnym odcieniu z niebieskoszarą, nagą skórą na bokach i na szyi.
Jest drugim po strusiu największym żyjącym ptakiem. Osiąga do 2 m wysokości (1 m w kłębie) i masę do 55 kg. Samica jest cięższa od samca o około 5 kg. Skrzydła zredukowane, ich długość to około 20 cm.

## Zasięg występowania, środowisko
Emu zamieszkuje znaczną część Australii. Żyje głównie na krzaczastych stepach (w Australii nazywanych scrubs); unika gęsto zaludnionych miejsc, zwartych lasów oraz obszarów suchych. Ptak ten został introdukowany na Wyspę Kangura. W latach 60. XX wieku introdukowano go także na Maria Island położoną u wschodnich wybrzeży Tasmanii, jednak do połowy lat 90. tamtejsza populacja została zlikwidowana dla bezpieczeństwa odwiedzających wyspę turystów.

## Zachowanie
Żeruje w małych stadach. Jest wszystkożercą, jego główne pożywienie to owoce, nasiona oraz owady. W warunkach naturalnych nie jedzą suchych traw i dojrzałych liści, nawet gdy brak innego pożywienia. Połyka małe kamyczki (gastrolity) o masie do 46 gramów. W okresie dostępności pokarmu magazynuje zapasy tłuszczu, które zużywa w okresie niedostępności pożywienia; po spadku wagi z 45 do 20 kg ptak jest nadal sprawny. Poza okresem inkubacji emu stale wędrują.
Biega bardzo szybko, osiągając do 50 km/h. W razie zagrożenia broni się, uderzając napastnika nogami. Potrafi pływać.

## Lęgi

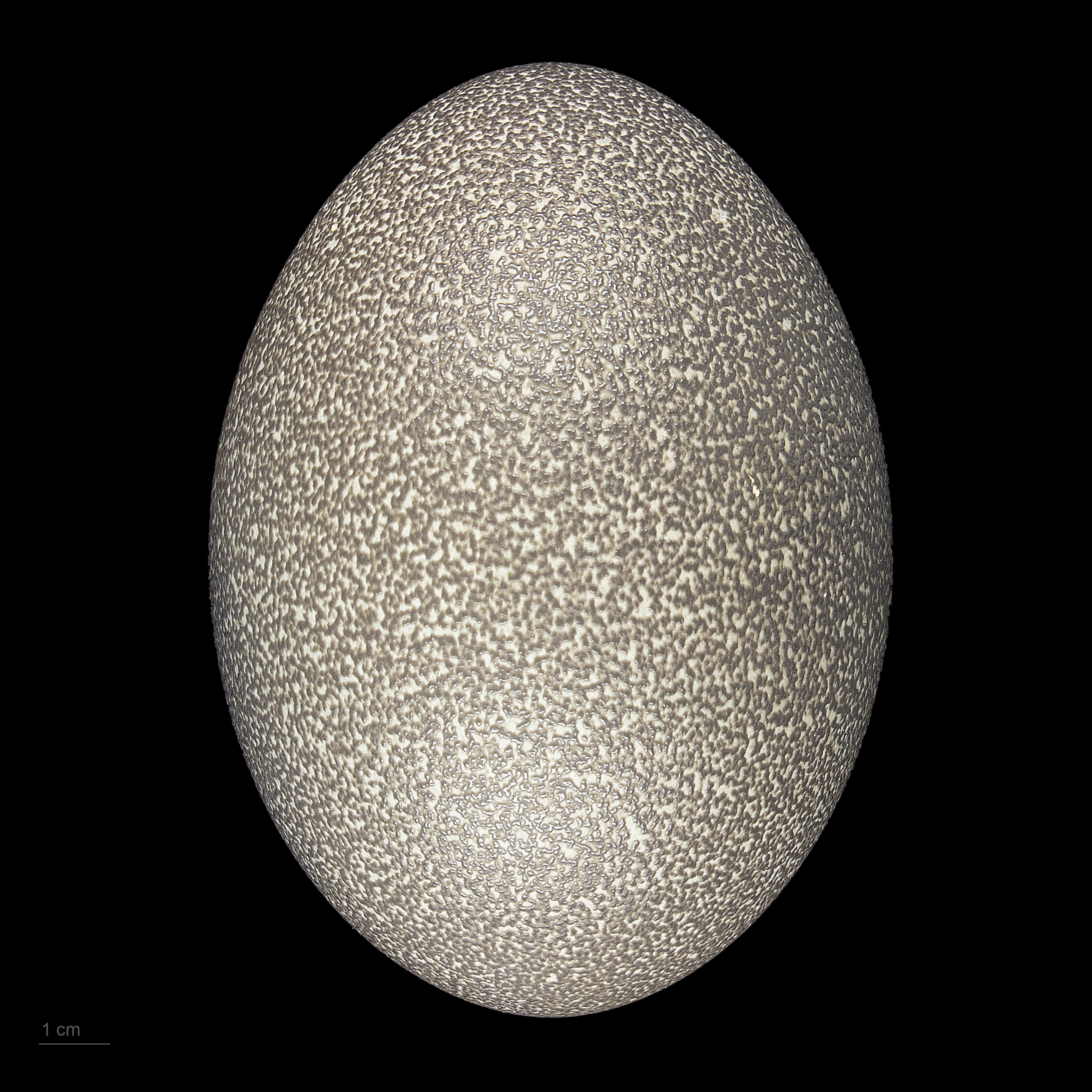
Jajo emu zwyczajnego

Emu zaczynają tworzyć pary w grudniu i styczniu. Wielkość terytorium to około 30 km². Jaja są składane od kwietnia do czerwca w liczbie 9 do 20. Początkowo są zielononiebieskie, lecz ciemnieją wraz z postępem inkubacji; w momencie wykluwania się piskląt są niemal czarne. Ich wymiary to około 130×90 mm. Składane są w odstępach 2–4 dni. Inkubacja trwa 56 dni. Po wykluciu się młodych samiec staje się agresywny i przepędza samicę, a nawet ludzi, z okolic gniazda. Samica szuka kolejnych samców, z którymi może kopulować, a opiekę nad młodymi sprawuje samiec. W szacie puchowej młode pokryte są brązowo-białymi pasami, a na wierzchu głowy brązowo-białymi wzorami. Samiec nie narzuca młodym, gdzie mają iść, jedynie je pilnuje. Usamodzielniają się po 5–7 miesiącach od wyklucia. Po tym okresie samiec poszukuje samicy na kolejny lęg.

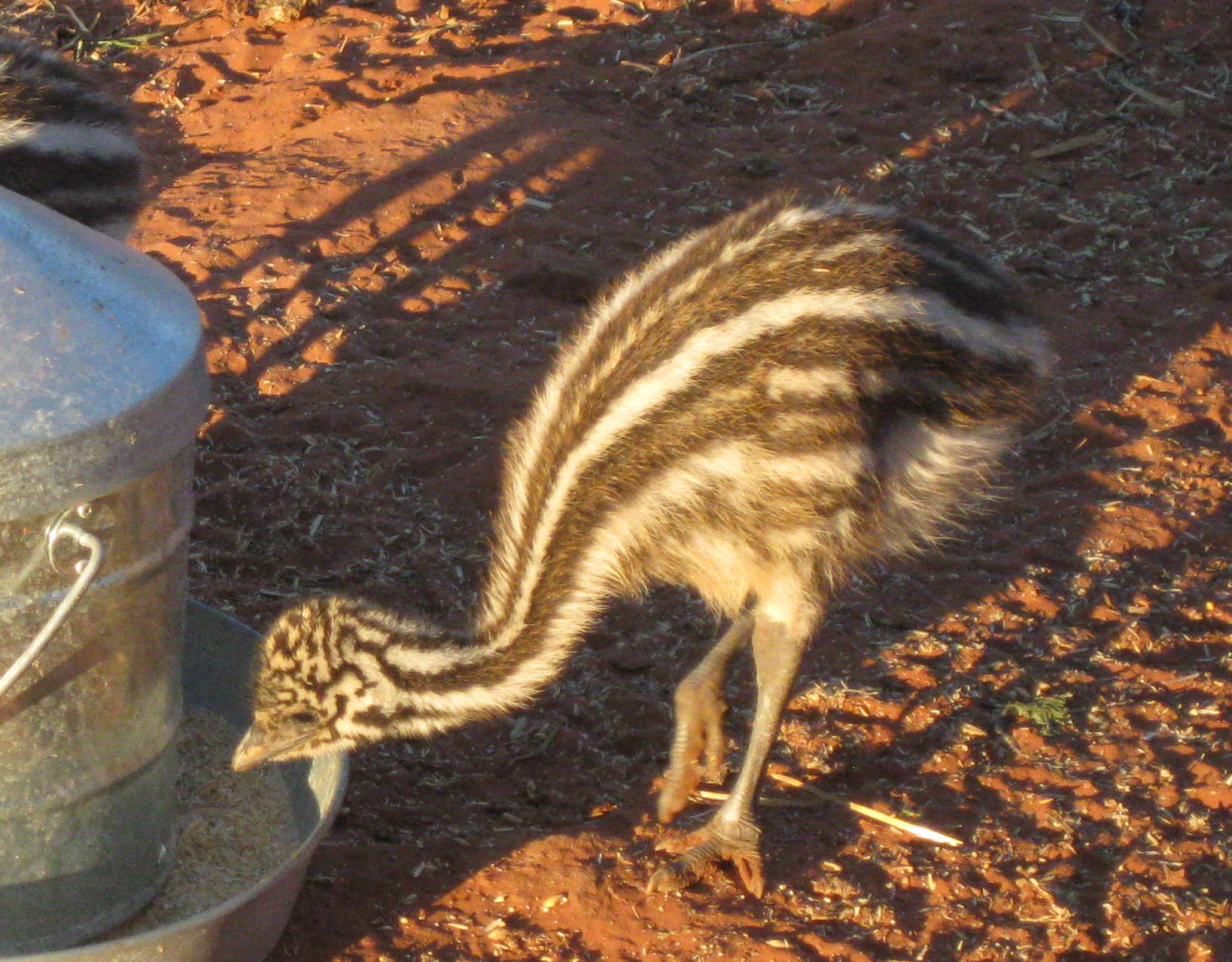
Pisklę emu zwyczajnego

Emu mogą się rozmnażać po 2–3 latach, w niewoli już po 20 miesiącach.

## Podgatunki
Wyróżniono kilka podgatunków D. novaehollandiae, lecz ich pozycja taksonomiczna jest sporna. Niektórzy autorzy podnoszą podgatunki emu małe i czarne do rangi gatunku, jednakże niektóre badania genetyczne wykazują, że nie różnią się one od emu w sposób wystarczający, by uzyskać status odrębnych taksonów.
- emu zwyczajne, emu (D. n. novaehollandiae) (Latham, 1790) – kontynentalna Australia; introdukowany na Wyspę Kangura.
- D. n. diemenensis Le Souef, 1907 – podgatunek wymarły, występował na Tasmanii. Ostatni osobnik na wolności odnotowany w 1845 roku[7].
- emu czarne (D. n. minor) Spencer, 1906 (syn. D. (n.) ater Vieillot, 1817[8][12]) – podgatunek wymarły, zamieszkiwał wyspę King.
- emu małe (D. n. baudinianus) S.A. Parker, 1984 – podgatunek wymarły, zamieszkiwał Wyspę Kangura.

Niektórzy autorzy wyróżniali też podgatunki woodwardi (północno-zachodnia Australia) i/lub rothschildi (południowo-zachodnia Australia), nie są one jednak obecnie uznawane.

## Status, zagrożenia
Przez IUCN emu klasyfikowane jest jako gatunek najmniejszej troski (LC, Least Concern) nieprzerwanie od 1988 roku. Populacja szacowana jest na 630 000–725 000 dorosłych osobników, a jej trend uznawany jest za stabilny.
Hodowcy i farmerzy australijscy tępią emu, gdyż żerują one na polach uprawnych i wyrządzają tam szkody. Na południowym zachodzie postawiono ponad 1000 km ogrodzeń, by chronić uprawy przed emu wędrującymi z centrum kontynentu. Mimo tego działalność ludzka ma również pozytywny wpływ na populację tych ptaków, gdyż sztucznie utworzone pod wypas bydła i owiec obszary nawadniane umożliwiają emu gnieżdżenie się w miejscach, gdzie uprzednio nie mogły z powodu braku wody.